# Ganoderma formosanum
Ganoderma formosanum är en svampart som beskrevs av T.T. Chang & T. Chen 1984. Ganoderma formosanum ingår i släktet Ganoderma och familjen Ganodermataceae.   Inga underarter finns listade i Catalogue of Life.